# Ōtani-Oberschule Wakkanai
Die Ōtani-Oberschule Wakkanai (japanisch 稚内大谷高等学校 Wakkanai Ōtani Kōtōgakkō, englisch Wakkanai Ohtani High School) ist eine koedukative private Oberschule in Wakkanai. Im April 2020 hatte die Schule 146 männliche und 121 weibliche Schüler.

## Geschichte
Die Schule wurde 1963 von der Bōyōōtani-Gakuen-Bildungskörperschaft gegründet.

## Lehrangebot
Als Fremdsprache wird Englisch unterrichtet.
In der Schule stehen neben weiterer Ausstattung ein Studentenwohnheim, eine Turnhalle, ein  Clubhouse, ein Computerraum, ein Umkleideraum, ein Trainingsraum und eine Bibliothek zur Verfügung. Die Schule betreibt Schulsozialarbeit.
Es findet Samstagsunterricht statt.

## Veranstaltungen
Jedes Jahr findet im April findet eine Orientierungseinheit, im Juli ein Schulfest und ein Schulausflug und im September ein Marathon statt. Im Juni und im Dezember finden Semestermitteklausuren statt. Die Eintrittsfeier findet im April und die Abschlussfeier im März statt. Die Schuljahrendklausuren finden im März statt.

## Aufnahmeprüfung
Die Schule führt Aufnahmeprüfungen durch. Es findet ein Vorstellungsgespräch statt. Aufgenommen werden 90 Schüler, die Auswahl erfolgt auf Basis einer Prüfung der Aktenlage. Die Teilnahmegebühr beträgt 16.000 ¥ (umgerechnet 93,87 €).